# Interdykt
Interdykt (łac. interdictum) – nakładany przez władze kościelne lub powstający na mocy prawa kanonicznego przez sam czyn zakaz odprawiania obrzędów religijnych na danym terenie, przez grupę ludzi lub konkretną osobę. Obecnie nie istnieje już interdykt zbiorowy, ale w średniowieczu był stosowany nawet wobec całych państw, kiedy ich władca działał wbrew nauce Kościoła katolickiego. 
W przypadku popełnienia następujących czynów, osoba zaciąga karę interdyktu:
- użycie siły fizycznej w stosunku do biskupa (kan. 1370 § 2) albo jego zabójstwo (kan. 1397 w zw. z kan. 1370 § 2),
- popieranie lub kierowanie stowarzyszeniem działającym przeciw Kościołowi (kan. 1374),
- sprawowanie liturgicznej czynności Ofiary eucharystycznej lub udzielanie spowiedzi bez święceń kapłańskich (kan. 1378 § 2),
- sprawowanie lub przyjmowanie sakramentu przy zastosowaniu symonii (kan. 1380),
- fałszywe oskarżenie spowiednika o namawianie do grzechu przeciw szóstemu przykazaniu Dekalogu (kan. 1390 § 1),
- próba zawarcia małżeństwa przez zakonnika lub duchownego (kan. 1394).

Interdykt zazwyczaj zawiesza prawa do przyjmowania sakramentów (w przypadku osób świeckich). Na mocy samego prawa traci on ważność w niebezpieczeństwie śmierci. Jedną z osób obłożonych interdyktem był m.in. poseł Józef Putek.
Podobną, ale wyższą karą jest ekskomunika.